# خورشیدبانو ناتوان
خورشیدبانو ناتوان (۶ اوت ۱۸۳۲ شوشی – ۲ اکتبر ۱۸۹۷ شوشی) یکی از غزل‌سرایان ترک است که بیشتر شعرهایش را به زبان‌های ترکی آذربایجانی و فارسی سروده‌است. او دختر مهدیقلی خان جوانشیر، آخرین حاکم خانات قره‌باغ (۱۷۴۸–۱۸۲۲) بود.
خورشیدبانو بیشتر به خاطر غزل‌سرایی‌اش مشهور است و او را ادامه دهنده راه محمد فضولی می‌دانند. او در نقاشی نیز متبحر بود و در کنار اشعارش، تصاویری را در ارتباط با شعر می‌کشید. الکساندر دوما در سفرنامه خود به ملاقات خود با خورشیدبانو در باکو اشاره کرده‌است. وی در اشعارش «ناتوان» تخلص می‌نمود.
خورشید بانو تقریباً بیست سال رهبری انجمن ادبی «مجلس انس» را به عهده داشت و اکثر شعرهایش بلافاصله بعد از سروده شدن از طرف ده‌ها شاعر بزرگ و سرشناس مورد استقبال قرار گرفته و انواع و اقسام نظیره‌ها و تضمین‌ها بر شعرهایش سروده می‌شد.
آغابیگم جوانشیر از همسران فتحعلی‌شاه قاجار، عمه خورشیدبانو ناتوان بود. آغابیگم آغا نیز به فارسی و ترکی شعر می‌سرود.

## نگارخانه

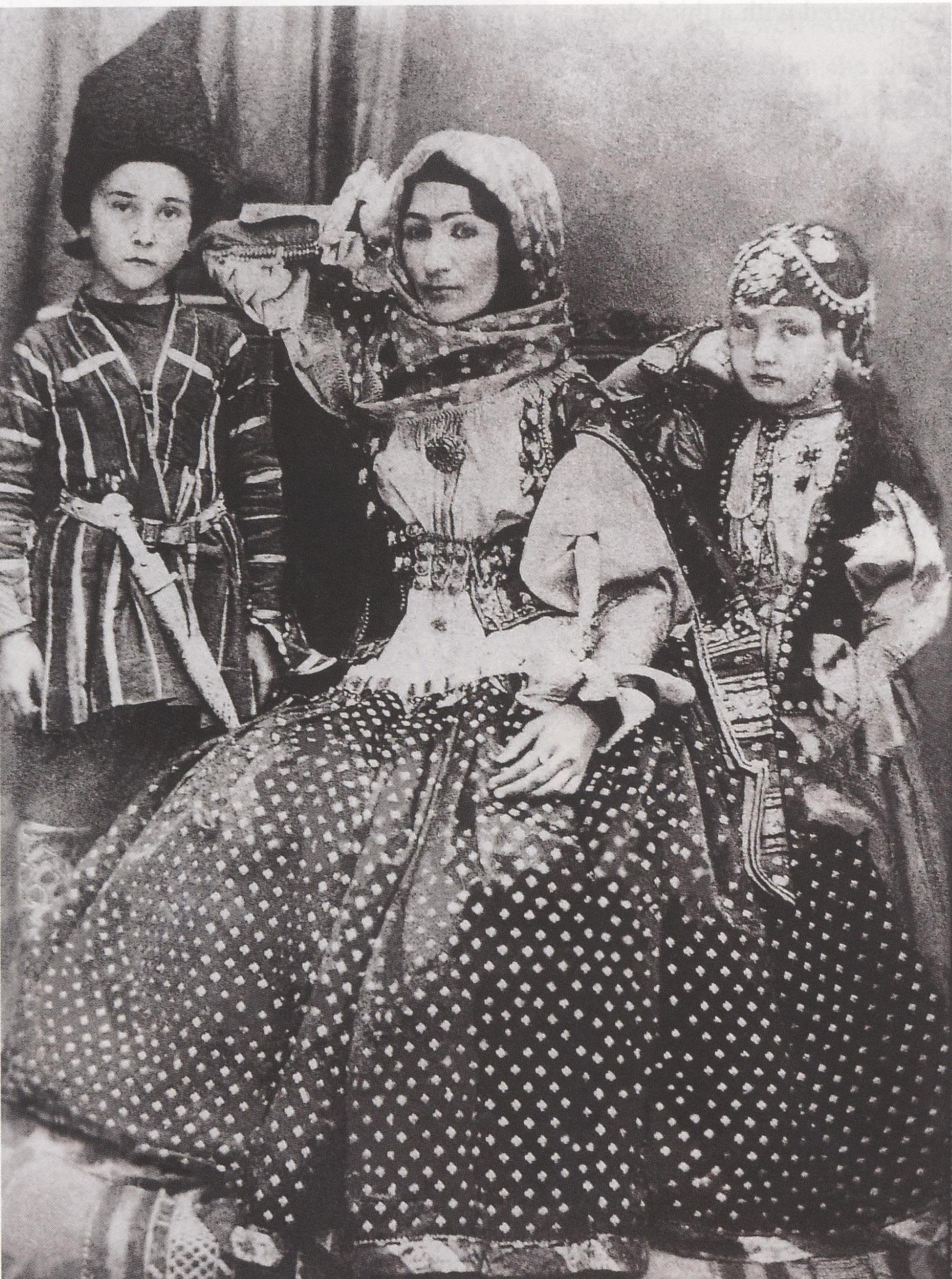
خورشیدبانو در کنار فرزندانش
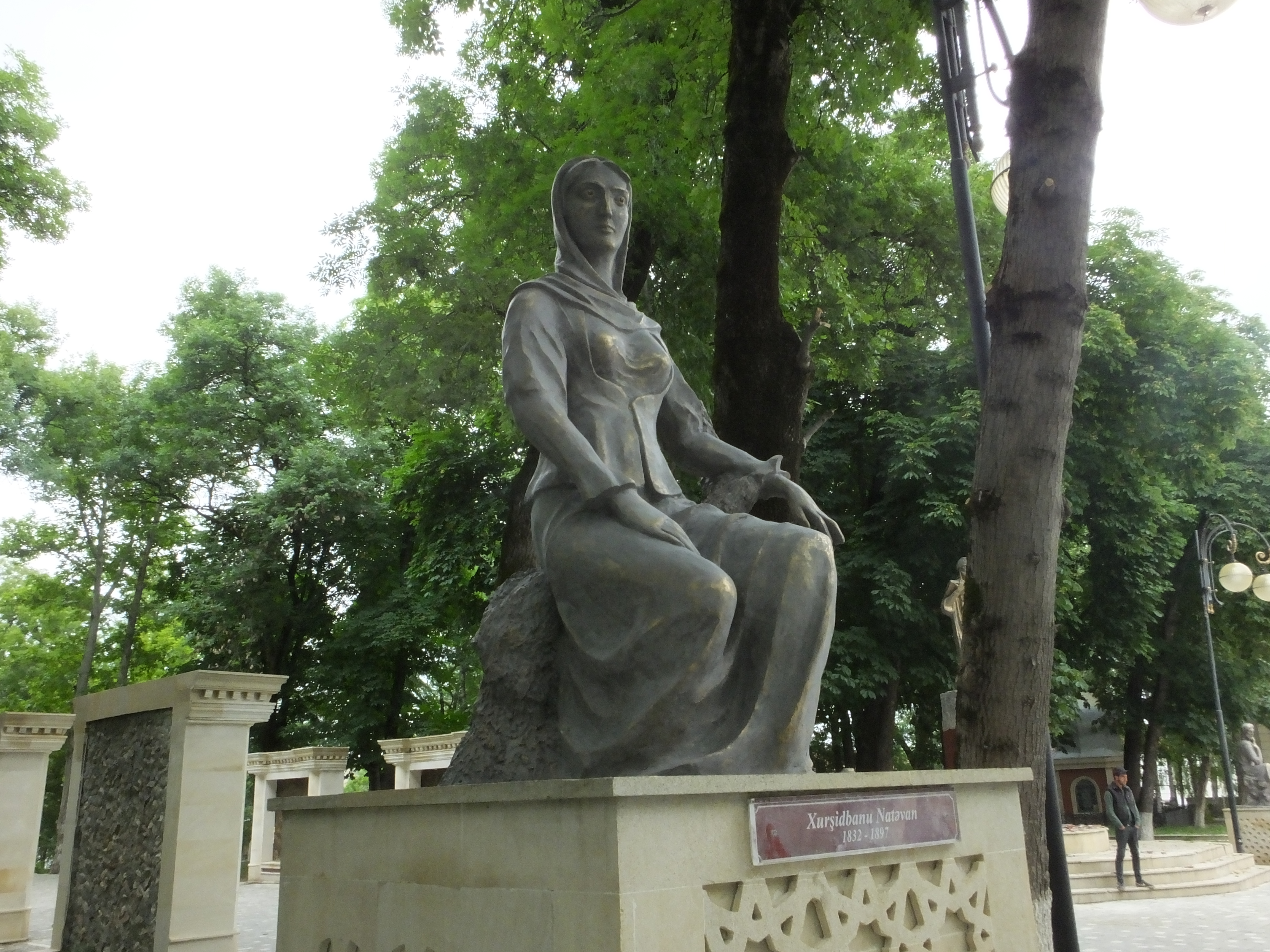
تندیس خورشیدبانو در قبه
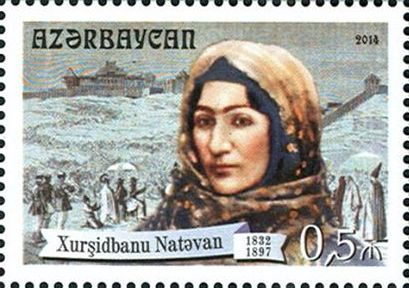
تمبر یادبود خورشیدبانو در سال ۲۰۱۴
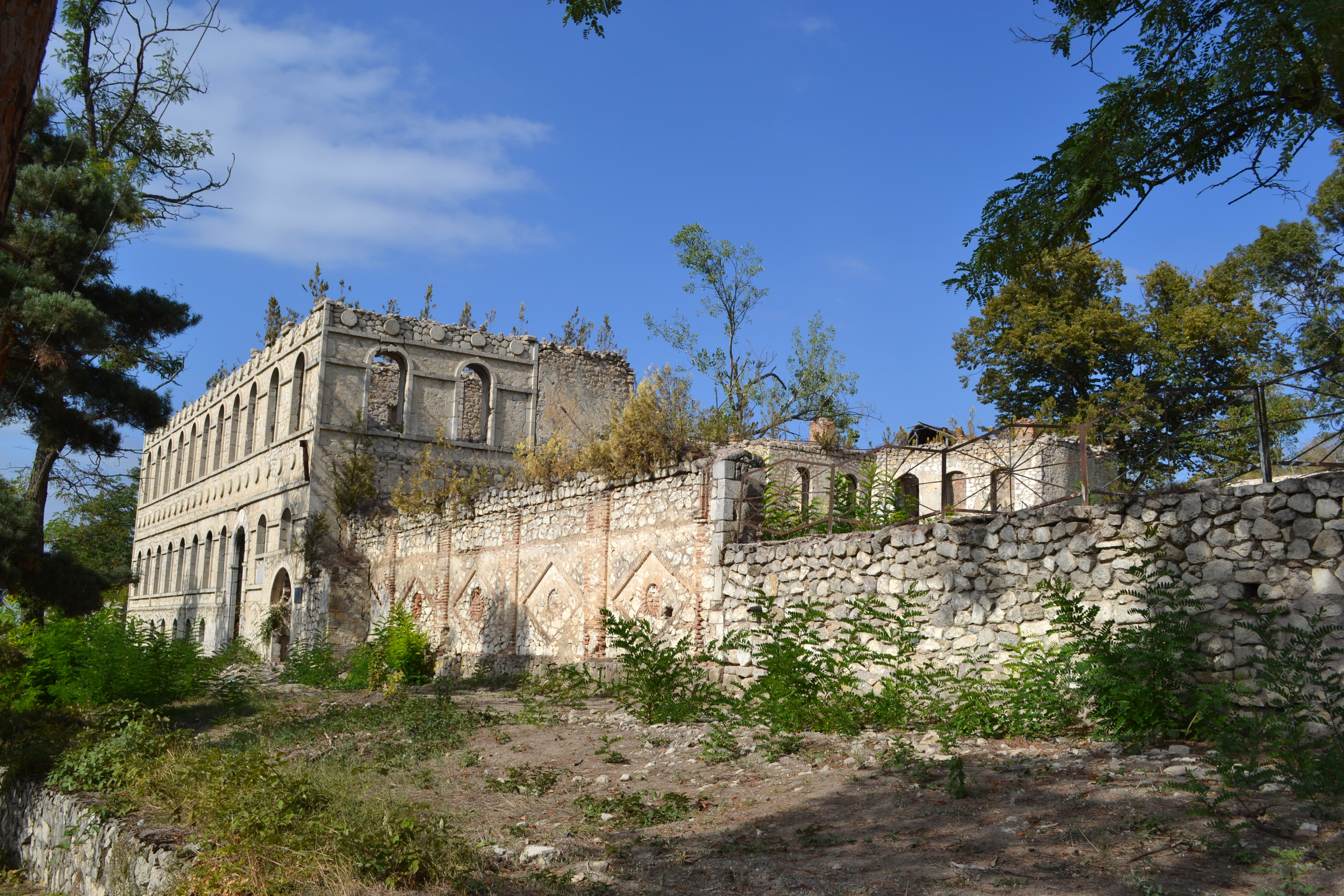
خانهٔ خورشیدبانو در شوشی